# Landtagswahlkreis Segeberg-Ost
Der Landtagswahlkreis Segeberg-Ost (Wahlkreis 26; bis 2012: 27; bis 2009: 30) ist ein Landtagswahlkreis in Schleswig-Holstein. Er umfasst vom Kreis Segeberg die Städte Bad Segeberg und Wahlstedt, die Ämter Bornhöved, Leezen und Trave-Land, vom Amt Boostedt-Rickling die Gemeinden Daldorf, Groß Kummerfeld, Heidmühlen, Latendorf und Rickling, vom Amt Itzstedt die Gemeinden Itzstedt, Kayhude, Nahe, Oering, Seth und Sülfeld sowie die zum Amt Bad Bramstedt-Land gehörende Gemeinde Großenaspe. Der Wahlkreis gilt als Hochburg der CDU und wurde lediglich bei den Landtagswahlen 1988, 1992 und 2000 von der SPD gewonnen.

## Landtagswahl 2022
| Gegenstand der Nachweisung | Gegenstand der Nachweisung | Erst- stimmen | Erst- stimmen | Zweit- stimmen | Zweit- stimmen |
| Bewerber                   | Partei                     | Anzahl        | %             | Anzahl         | %              |
| -------------------------- | -------------------------- | ------------- | ------------- | -------------- | -------------- |
| Wahlberechtigte            | Wahlberechtigte            | 73.243        | 73.243        | 73.243         | 73.243         |
| Wähler                     | Wähler                     | 43.960        | 43.960        | 43.960         | 43.960         |
| Ungültige Stimmen          | Ungültige Stimmen          | 681           | 1,5           | 296            | 0,7            |
| Gültige Stimmen            | Gültige Stimmen            | 43.279        | 98,5          | 43.664         | 99,3           |
| davon                      |                            |               |               |                |                |
| Sönke Siebke               | CDU                        | 21.137        | 48,8          | 21.287         | 48,8           |
| Tarek Saad                 | SPD                        | 8.352         | 19,3          | 6.383          | 14,6           |
| Ulrike Täck                | GRÜNE                      | 6.742         | 15,6          | 6.263          | 14,3           |
| Hans-Peter Guckel          | FDP                        | 2.683         | 6,2           | 2.953          | 6,8            |
| Jörg Nobis                 | AfD                        | 2.497         | 5,8           | 2.322          | 5,3            |
| Finn Luca Frey             | DIE LINKE                  | 954           | 2,2           | 570            | 1,3            |
| –                          | SSW                        | –             | –             | 2.102          | 4,8            |
| –                          | PIRATEN                    | –             | –             | 191            | 0,4            |
| Kathrin Arbeck             | FREIE WÄHLER               | 914           | 2,1           | 317            | 0,7            |
| –                          | Die PARTEI                 | –             | –             | 330            | 0,8            |
| –                          | Z.                         | –             | –             | 48             | 0,1            |
| –                          | dieBasis                   | –             | –             | 446            | 1,0            |
| –                          | Die Humanisten             | –             | –             | 28             | 0,1            |
| –                          | Gesundheitsforschung       | –             | –             | 41             | 0,1            |
| –                          | Tierschutzpartei           | –             | –             | 315            | 0,7            |
| –                          | Volt                       | –             | –             | 68             | 0,2            |

Der Wahlkreis wird von dem erstmals direkt gewählten Wahlkreisabgeordneten Sönke Siebke  (CDU) im Landtag vertreten. Der AfD-Direktkandidat Jörg Nobis, auch Spitzenkandidat auf der Landesliste, schied hingegen nach fünf Jahren wieder aus dem Parlament aus, da seine Partei an der 5-%-Hürde scheiterte. Bereits am 30. Juni 2022 rückte Ulrike Täck (Grüne) für Aminata Touré, die ihr Mandat nach der Ernennung zur Ministerin niedergelegt hatte, in den Landtag nach.

## Landtagswahl 2017
Die Landtagswahl 2017 erbrachte folgendes Ergebnis:
| Direktkandidat     | Partei  | Erststimmen in % | Zweitstimmen in % |
| ------------------ | ------- | ---------------- | ----------------- |
| Axel Bernstein     | CDU     | 43,1             | 35,5              |
| Cordula Schulz     | SPD     | 30,1             | 26,3              |
| Peter Stoltenberg  | GRÜNE   | 8,9              | 11,5              |
| Dennys Bornhöft    | FDP     | 6,2              | 11,2              |
| Toni Köppen        | PIRATEN | 1,4              | 1,2               |
| —                  | SSW     | —                | 2,1               |
| Danny Blechschmidt | LINKE   | 2,7              | 3,1               |
| Michael Rother     | AfD     | 5,9              | 6,4               |
|                    | Übrige  | 1,7              | 2,7               |

Neben dem Wahlkreisabgeordneten Axel Bernstein, der dem Landtag von 2005 bis zu seinem Tod am 24. August 2017 angehört hatte, wurde der FDP-Direktkandidat Dennys Bornhöft über die Landesliste der Freien Demokraten gewählt.

## Landtagswahl 2012
Die Landtagswahl 2012 erbrachte folgendes Ergebnis:
| Direktkandidat    | Partei  | Erststimmen in % | Zweitstimmen in % |
| ----------------- | ------- | ---------------- | ----------------- |
| Axel Bernstein    | CDU     | 41,0             | 35,0              |
| Marc-Andre Ehlers | SPD     | 33,3             | 28,8              |
| Peter Stoltenberg | GRÜNE   | 10,6             | 11,2              |
| Thomas Wilken     | PIRATEN | 9,2              | 9,3               |
| Werner Smidt      | FDP     | 3,6              | 7,6               |
| —                 | SSW     | —                | 2,7               |
| Björn Radke       | LINKE   | 2,3              | 2,2               |
| —                 | FAMILIE | —                | 1,5               |
| —                 | NPD     | —                | 0,9               |
| —                 | FW      | —                | 0,7               |
| —                 | MUD     | —                | 0,1               |

Neben dem direkt gewählten Wahlkreisabgeordneten Axel Bernstein, der dem Landtag bereits seit 2005 angehört hatte, gelang es keinem weiteren Kandidaten, in das Parlament einzuziehen.

## Landtagswahl 2009
| Direktkandidat    | Partei         | Erststimmen in % | Zweitstimmen in % |
| ----------------- | -------------- | ---------------- | ----------------- |
| Axel Bernstein    | CDU            | 41,0             | 34,8              |
| Marc-André Ehlers | SPD            | 28,5             | 24,2              |
| Marcel Morsdorf   | FDP            | 11,5             | 15,8              |
| Jürgen Kaldewey   | GRÜNE          | 9,5              | 10,4              |
| -                 | SSW            | -                | 2,4               |
| Björn Radke       | LINKE          | 5,9              | 6,2               |
| -                 | PIRATEN        | -                | 1,6               |
| -                 | NPD            | -                | 1,0               |
| Arno Nolte        | FW-SH          | 2,3              | 1,6               |
| Annecke Meyer     | RENTNER        | 0,6              | 0,7               |
| -                 | FAMILIE        | -                | 1,1               |
| -                 | RRP            | -                | 0,1               |
| -                 | IPD            | -                | 0,1               |
| Burghardt Scholz  | Einzelbewerber | 0,6              | -                 |

Neben dem wiedergewählten Wahlkreisabgeordneten Axel Bernstein gelang es keinem weiteren Kandidaten, in den Landtag einzuziehen.

## Landtagswahl 2005
Die Landtagswahl 2005 ergab folgendes Ergebnisse:
| Gegenstand der Nachweisung | Gegenstand der Nachweisung | Erst- stimmen | Erst- stimmen | Zweit- stimmen | Zweit- stimmen |
| Bewerber                   | Partei                     | Anzahl        | %             | Anzahl         | %              |
| -------------------------- | -------------------------- | ------------- | ------------- | -------------- | -------------- |
| Wahlberechtigte            | Wahlberechtigte            | 68.204        | 68.204        | 68.204         | 68.204         |
| Wähler                     | Wähler                     | 44.912        | 44.912        | 44.912         | 44.912         |
| Ungültige Stimmen          | Ungültige Stimmen          | 1.310         | 2,9           | 649            | 1,4            |
| Gültige Stimmen            | Gültige Stimmen            | 43.602        | 97,1          | 44.263         | 98,6           |
| davon                      |                            |               |               |                |                |
| Astrid Höfs                | SPD                        | 16.708        | 38,3          | 15.895         | 35,9           |
| Axel Bernstein             | CDU                        | 21.963        | 49,8          | 19.990         | 45,2           |
| ?                          | FDP                        | 3.094         | 7,1           | 3.008          | 6,8            |
| ?                          | GRÜNE                      | 2.107         | 4,8           | 2.241          | 5,1            |
| ?                          | SSW                        | –             | –             | 914            | 2,1            |
| –                          | NPD                        | –             | –             | 943            | 2,1            |
| –                          | FAMILIE                    | –             | –             | 447            | 1,0            |
| –                          | Übrige                     | –             | –             | 825            | 1,9            |

Neben dem erstmals direkt gewählten Wahlkreisabgeordneten Axel Bernstein (CDU), er das Mandat nach fünf Jahren für seine Partei zurückerobern konnte, wurde seine Vorgängerin Astrid Höfs über die SPD-Landesliste in den Landtag gewählt.

## Bisherige Abgeordnete
Direkt gewählte Abgeordnete des Wahlkreises Segeberg-Ost waren:
| Jahr | Direktkandidat        | Partei | Erststimmen in % |
| ---- | --------------------- | ------ | ---------------- |
| 2022 | Sönke Siebke          | CDU    | 48,8             |
| 2017 | Axel Bernstein        | CDU    | 43,1             |
| 2012 | Axel Bernstein        | CDU    | 41,0             |
| 2009 | Axel Bernstein        | CDU    | 41,0             |
| 2005 | Axel Bernstein        | CDU    | 49,8             |
| 2000 | Astrid Höfs           | SPD    | 46,5             |
| 1996 | Hans-Christian Siebke | CDU    | 42,2             |
| 1992 | Dietrich Wiebe        | SPD    | 44,6             |
| 1988 | Dietrich Wiebe        | SPD    | 50,9             |
| 1987 | Heinrich Stock        | CDU    | 47,4             |
| 1983 | Heinrich Stock        | CDU    |                  |
| 1979 | Helmut Lemke          | CDU    | 54,5             |
| 1975 | Helmut Lemke          | CDU    | 58,0             |
| 1971 | Helmut Lemke          | CDU    | 61,2             |